# Titanotaria orangensis
Titanotaria orangensis — викопний вид ластоногих ссавців родини моржевих (Odobenidae). Існував наприкінці міоцену (7,2-5,3 млн років тому) вздовж тихоокеанського узбережжя Північної Америки. Скам'янілі рештки виду знайдені у відкладеннях формування Капістрано в окрузі Орандж у Каліфорнії.